# Oxyopomyrmex

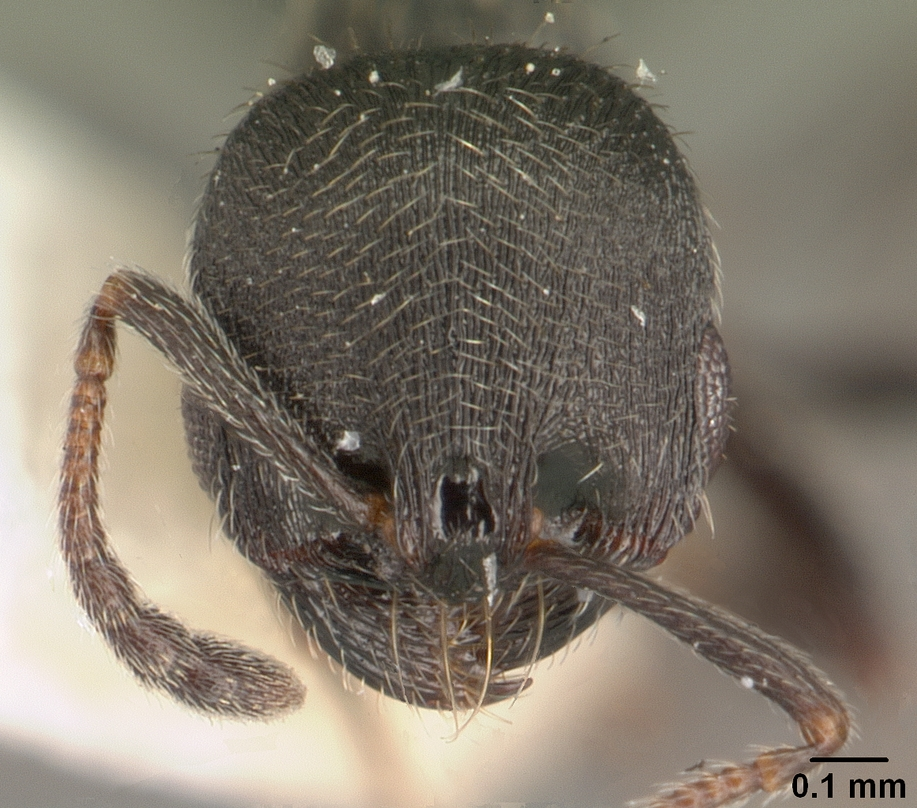
Oxyopomyrmex oculatus

Oxyopomyrmex (лат.) — род муравьёв трибы Stenammini (ранее в Pheidolini) из подсемейства Myrmicinae (Formicidae). 

## Распространение
Западная Палеарктика. Обитатели аридного травостоя Северной Африки и Ближнего Востока и других стран Средиземноморья: Тунис (8 видов), Марокко (2), Испания (1), Франция (1), Греция (2), Кипр (1), Турция (1), Израиль (2)…

## Описание
Усики 11-члениковые, на конце имеющие булаву из 4 члеников. Расстояние между глазом и основанием жвал меньше длины глаза. Стебелёк между грудкой и брюшком состоит из двух члеников: петиолюса и постпетиолюса (последний четко отделен от брюшка), жало развито, куколки голые (без кокона).

## Систематика
Около 15 видов. Вместе с муравьями-жнецами из таксонов Goniomma Emery, 1895 и Messor Forel, 1890 род Oxyopomyrmex ранее относился к трибе Pheidolini, а затем к хорошо очерченной кладе в составе объединённой трибы Stenammini (Ward et al. 2015).
- Oxyopomyrmex emeryi Santschi, 1908[3]
- Oxyopomyrmex gaetulus Santschi, 1929[4]
- Oxyopomyrmex insularis Santschi, 1908
- Oxyopomyrmex krueperi Forel, 1911
- Oxyopomyrmex laevibus Salata & Borowiec, 2015 — Крит (Греция)
- Oxyopomyrmex lagoi Menozzi, 1936
- Oxyopomyrmex magnus Salata & Borowiec, 2015 — Испания
- Oxyopomyrmex negevensis Salata & Borowiec, 2015 — Израиль
- Oxyopomyrmex nigripes Santschi, 1907
- Oxyopomyrmex nitidior Santschi, 1910
- Oxyopomyrmex oculatus André, 1881 typus — Израиль
- Oxyopomyrmex polybotesi Salata & Borowiec, 2015 — Греция и Турция
- Oxyopomyrmex pygmalioni Salata & Borowiec, 2015 — Кипр
- Oxyopomyrmex sabulonis Santschi, 1915
- Oxyopomyrmex santschii Forel, 1904
- Oxyopomyrmex saulcyi Emery, 1889